# Złota Piłka FIFA 2010
Złota Piłka FIFA 2010 to nagroda, która została przyznana 10 stycznia 2011 roku w Zurychu w Szwajcarii.

## Zwycięzcy

### Mężczyźni

#### Najlepszy piłkarz
| Rok  | Miejsce | Zawodnik       | Kraj      | Klub         |
| ---- | ------- | -------------- | --------- | ------------ |
| 2010 | 1.      | Lionel Messi   | Argentyna | FC Barcelona |
| 2010 | 2.      | Andrés Iniesta | Hiszpania | FC Barcelona |
| 2010 | 3.      | Xavi           | Hiszpania | FC Barcelona |

#### Najlepszy trener
| Rok  | Miejsce | Trener             | Kraj       | Klub                       |
| ---- | ------- | ------------------ | ---------- | -------------------------- |
| 2010 | 1.      | José Mourinho      | Portugalia | Inter Mediolan Real Madryt |
| 2010 | 2.      | Vicente del Bosque | Hiszpania  | Hiszpania                  |
| 2010 | 3.      | Josep Guardiola    | Hiszpania  | FC Barcelona               |

#### Drużyna roku
| Nr | Poz. | Piłkarz           |
| -- | ---- | ----------------- |
|    | BR   | Iker Casillas     |
|    | OB   | Maicon            |
|    | OB   | Lúcio             |
|    | OB   | Gerard Piqué      |
|    | OB   | Carles Puyol      |
|    | PO   | Andrés Iniesta    |
|    | PO   | Xavi              |
|    | PO   | Wesley Sneijder   |
|    | NA   | Cristiano Ronaldo |
|    | NA   | David Villa       |
|    | NA   | Lionel Messi      |

### Kobiety

#### Najlepsza piłkarka
| Rok  | Miejsce | Zawodniczka      | Kraj     | Klub            |
| ---- | ------- | ---------------- | -------- | --------------- |
| 2010 | 1.      | Marta            | Brazylia | FC Gold Pride   |
| 2010 | 2.      | Birgit Prinz     | Niemcy   | Frankfurt       |
| 2010 | 3.      | Fatmire Bajramaj | Niemcy   | Turbine Poczdam |

#### Najlepsza trenerka
| Rok  | Miejsce | Trenerka      | Kraj    | Klub              |
| ---- | ------- | ------------- | ------- | ----------------- |
| 2010 | 1.      | Silvia Neid   | Niemcy  | Niemcy            |
| 2010 | 2.      | Maren Meinert | Niemcy  | Niemcy U-20       |
| 2010 | 3.      | Pia Sundhage  | Szwecja | Stany Zjednoczone |

### Nagroda Puskása FIFA
| Rok  | Miejsce | Zawodnik                 | Kraj     | Klub                  |
| ---- | ------- | ------------------------ | -------- | --------------------- |
| 2010 | 1.      | Hamit Altıntop           | Turcja   | Bayern Monachium      |
| 2010 | 2.      | Linus Hallenius          | Szwecja  | Hammarby IF Sztokholm |
| 2010 | 3.      | Giovanni van Bronckhorst | Holandia | Holandia              |